# 巴奇勒山滑雪场
巴奇勒山滑雪场（英語：Mount Bachelor ski resort）是一个位于美国俄勒冈中部的滑雪场。滑雪场位于巴奇勒山北侧——一座位于喀斯喀特山脉南部的复式火山之上，距离附近的本德35（22英里）。巴奇勒滑雪场是俄勒冈州最大的滑雪场，也是美国第二大的单山峰滑雪场，仅次于范尔滑雪场（英語：Vail ski resort）。巴奇勒山滑雪场为全美开放时间最长的滑雪场之一，在气候允许的情况下，从十一月中旬一直开放到次年五月底。